# Непеїн Єгор Федорович
Непеїн Єгор Федорович — секретар таємного радника Наумова Федора Васильовича при гетьмані Данилові Апостолі (25 липня 1727 — 6 вересня 1728 рр.). Учасник Ради у Глухові 1 (12) жовтня 1727 року, на якій було обрано гетьманом Данила Апостола

## Участь в обранні гетьмана
1 (12) жовтня 1727 року брав участь в обранні новим гетьманом України 70-річного миргородського полковника Данила Апостола на Генеральній (великій) раді в Глухові.
На центральну площу Глухова він прибув у військовій кареті, запряженій шістьма кіньми, перед якою і за нею, і обапіль, окружно йшло по кілька солдат озброєних. З таким почетом привіз царську грамоту Петра II про обрання гетьмана.
Після прибуття на церемонію обрання гетьмана Данила Апостола та міністра-резидента Російського імператора Федора Наумова розташовувався на помості і зачитав «манаршу грамоту» про обрання Данила Апостола гетьманом.
Чернігівський літопис про це розповідав так:
|  | І за тим приступили, ставши (той секретар, котрий віз монаршу грамоту) на столі підготовленому, прочитав ону грамоту всім вголос голосно, в котрій написано, що великий государ, його імператорська величність, Малу Росію і всі права малоросійського народу у всьому по тому неодмінно зберегти обіцяє як приступив з Військом Запорізьким під високу державну руку предків його величності попередній гетьман Богдан Хмельницький, і на його статтях дозволяє вільними голосами вибрати гетьмана, і які побори від колегії були знову поставлені, тим усім скасованими бути повелів, за що його імператорській величності всім військом дякували |

## Служба
Після обрання гетьмана працював у Глухові секретарем таємного радника Імператора Наумова Федора Васильовича при гетьмані Д. Апостолі. Його служба тривала з 25 липня 1727 по 6 вересня 1728 року.
Зокрема, разом з царським представником ставив свій підпис на документах. Доношение 12 квітня 1728 року